# توني الكسندر
توني الكسندر (بالإنجليزية: Tony Alexander)‏ (8 فبراير 1935 بريدنغ في المملكة المتحدة - 9 أكتوبر 2013) هو لاعب كرة قدم بريطاني في مركز الهجوم. لعب مع نادي ريدنغ ويوفل تاون.

## وصلات خارجية
- توني الكسندر على موقع قاعدة بيانات كرة القدم.إي يو (الإنجليزية)